# Герберт Цайсслер
Герберт Цайсслер (нім. Herbert Zeissler; 17 вересня 1920, Магдебург — 6 березня 2008, Магдебург) — німецький офіцер-підводник, оберлейтенант-цур-зее крігсмаріне.

## Біографія
1 жовтня 1938 року вступив на флот. З жовтня 1940 по квітень 1941 року пройшов курс підводника. З 22 травня 1941 року — вахтовий офіцер на підводному човні U-373, з серпня 1941 року — на U-30. З вересня 1941 по травень 1942 року — командир роти 1-го навчального дивізіону підводних човнів. З 25 червня 1942 року — 1-й вахтовий офіцер на U-338. В липні-серпні 1943 року пройшов курс підводника. З 23 вересня 1943 по липень 1944 року — командир U-1192, на якому здійснив 1 похід (22-27 червня 1944), з 1 серпня по 19 листопада 1944 року — U-140, з 20 листопада 1944 по 9 травня 1945 року — U-1194. В травні був взятий в полон. 21 серпня 1945 року звільнений.

## Звання
- Кандидат в офіцери (1 жовтня 1938)
- Морський кадет (1 липня 1939)
- Фенріх-цур-зее (1 грудня 1939)
- Оберфенріх-цур-зее (1 серпня 1940)
- Лейтенант-цур-зее (1 квітня 1941)
- Оберлейтенант-цур-зее (1 січня 1943)